# Ветле Шостад Крістіансен
Ветле Шостад Крістіансен (норв. Vetle Sjåstad Christiansen 12 травня 1992) — норвезький біатлоніст, чемпіон світу, чемпіон світу з біатлону серед юніорів, триразовий чемпіон Європи з біатлону, учасник та переможець етапів Кубка світу з біатлону.

## Результати
За даними Міжнародного союзу біатлоністів.

### Виступи на Олімпійських іграх
| Ігри       | Інд. гонка | Спринт | Персьют | Масстарт | Естафета | Змішана естафета |
| ---------- | ---------- | ------ | ------- | -------- | -------- | ---------------- |
| Пекін 2022 | 13         | 20     | 15      | Бронза   | Золото   | —                |

### Виступи на чемпіонатих світу
| Чемпіонат        | Інд. гонка | Спринт | Персьют | Масстарт | Естафета | Змішана естафета | Одиночна змішана естафета |
| ---------------- | ---------- | ------ | ------- | -------- | -------- | ---------------- | ------------------------- |
| Естерсунд 2019   | 8          | 31     | 23      | 12       | Золото   | Золото           | —                         |
| Антерсельва 2020 | 33         | 10     | 62      | 13       | Срібло   | —                | —                         |
| Поклюка 2021     | —          | —      | —       | 16       | Золото   | —                | —                         |

*В олімпійські сезони змагання проводяться тільки з дисциплін, що не входять в програму Ігор.

### Виступи на чемпіонатах Європи
| Рік  | Міце проведення | Інд | Спр | Пр | МС | Ест |
| 2012 | Брезно-Осорбліє | 3   | 1   | 2  |    | 1   |
| 2013 | Банско          | 18  | 1   | 2  |    |     |

## Кар'єра в Кубку світу
- Дебют в кубку світу — 1 грудня 2012 року в спринті в Естерсунді — 27 місце.
- Перше потрапляння в залікову зону — 1 грудня 2012 року в спринті в Естерсунді — 27 місце.
- Перший подіум — 9 грудня 2012 року в естафеті в Гохфільцені — 1 місце.
- Перша перемога — 9 грудня 2012 року в естафеті в Гохфільцені — 1 місце.

Ветле Шостад дебютував в кубках світу в сезоні 2012/2013, де провів 9 особистих гонок. У 8 гонках йому вдалося фінішувати в заліковій зоні. Його найкращим особистим досягненням стало 10 місце в спринті на останньому етапі сезону в російському Ханти-Мансійську. На 2 етапі Кубка світу Крістіансен дебютував в естафетній гонці, в якій він разом з Уле-Ейнаром Б'єрндаленом, Генріком л'Абе-Лундом та Ларсом Хегле Біркеландом здобув свою першу перемогу на етапах Кубка світу. За результатами виступів в Кубку світу Ветле вдалося вибороти залікові бали та посісти 43 місце в заліку найкращих біатлоністів сезону 2012-2013.

## Загальний залік в Кубку світу
- 2012—2013 — 43-тє місце (187 очок)

## Статистика стрільби
| № п/п | Сезон     | Загальна        | Індивідуальна гонка | Спринт        | Гонка переслідування | Мас-старт     | Естафета      |
| ----- | --------- | --------------- | ------------------- | ------------- | -------------------- | ------------- | ------------- |
| 1     | 2012-2013 | 90,7% (146/161) | 75,0% (15/20)       | 95,0% (38/40) | 93,3% (56/60)        | 85,0% (17/20) | 95,2% (20/21) |